# Kościół św. Marii przy Behnitz w Berlinie
Kościół św. Marii przy Behnitz (niem. St. Marien am Behnitz) – rzymskokatolicka świątynia znajdująca się w Berlinie, w dzielnicy Spandau, przy ulicy Behnitz.

## Historia
Katolicy na Spandau stracili własny kościół po reformacji, kiedy luteranie przejęli kościół św. Mikołaja. Budowę nowego kościoła rozpoczęto dopiero w 1723, na potrzeby sprowadzonych z Liège dwustu katolików, którzy mieli stać się personelem miejscowego browaru. Drewniany kościół pw. śś. Piotra i Pawła powstał na obszarze Haselhorst, na południe od cytadeli. Po ok. dwudziestu latach został rozebrany przez zły stan techniczny.
Kolejny kościół wzniesiono w 1767, lecz jego stan techniczny był porównywalny do poprzednika.
Kamień węgielny pod czwartą świątynię położono w 1847. Kościół zaprojektował August Soller, a pracami budowlanymi kierował Julius Manger. Wzniesiono trójnawową bazylikę. W 1848 złożono w niej relikwie dwóch męczenników.
W 1900 Spandau zamieszkiwało już około 9000 katolików, którzy nie mieścili się w świątyni. Nowy kościół parafialny wzniesiono w latach 1912–1914 (obecny kościół NMP Wspomożenia Wiernych). W latach 1912–1921 i 1937-1945 stara świątynia pełniła funkcję kościoła garnizonowego. Na potrzeby tejże funkcji przemalowano jego wnętrze z bieli i błękitu na brąz.
Kościół znacznie ucierpiał podczas II wojny światowej. W 1952 został odrestaurowany, lecz podczas prac renowacyjnych w latach 60. XX wieku usunięto stary tynk i freski. Świątynia ponownie została zniszczona podczas pożaru w 1970.
W 1995 państwo sprzedało obiekt archidiecezji berlińskiej, a w 2001 prywatne małżeństwo zakupiło budynek od władz kościelnych i w latach 2002–2003 przywróciło historyczny wygląd kościoła – m.in. wypiaskowano elewacje, naprawiono ubytki w cegłach, ponownie wybito dwa zamurowane wcześniej okna; we wnętrzu odtworzono freski oraz rzeźby. Od tego czasu, mimo że nie należy on do archidiecezji, wciąż organizowane są nabożeństwa. Prócz tego obiekt pełni funkcję kulturalną m.in. jako sala koncertowa.

## Architektura i wyposażenie
Jest to trójnawowa, historystyczna bazylika. Fasada zwieńczona jest jedną ceglaną wieżą i czterema mniejszymi, oryginalnie cynkowymi wieżyczkami, odbudowanymi z piaskowca.
W wyposażeniu dominują kolory: złoty, czerwony i niebieski. Na emporze znajdują się organy z 2003 wykonane przez spółkę Alexander Schuke Potsdam Orgelbau.

## Galeria

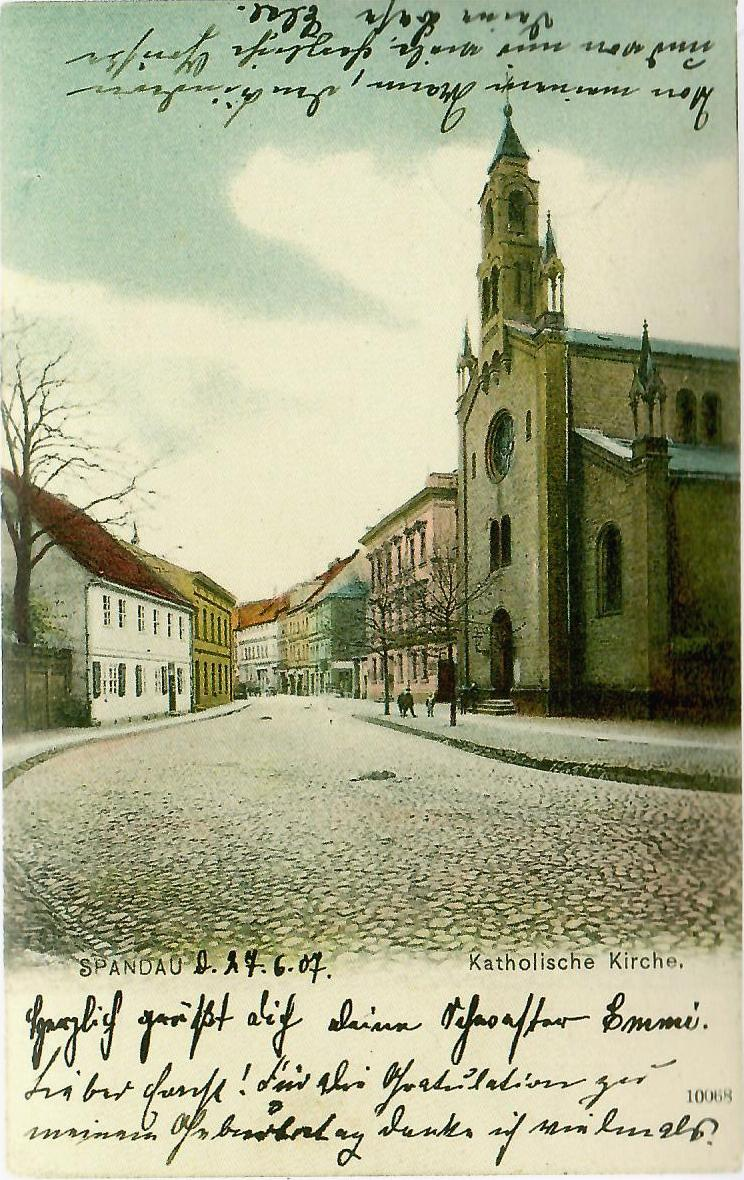
Kościół na pocztówce w 1907
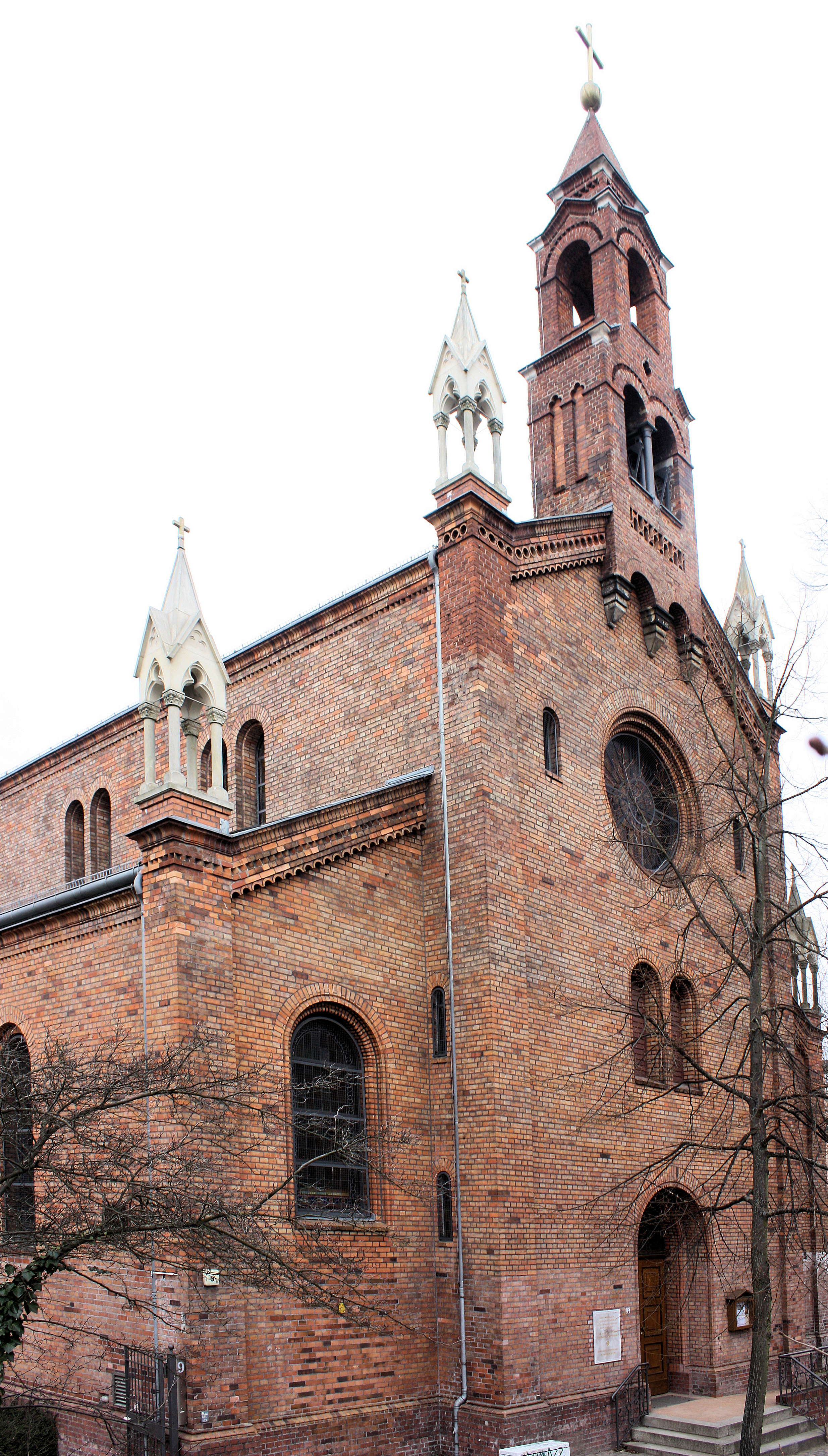
Fasada w 2014
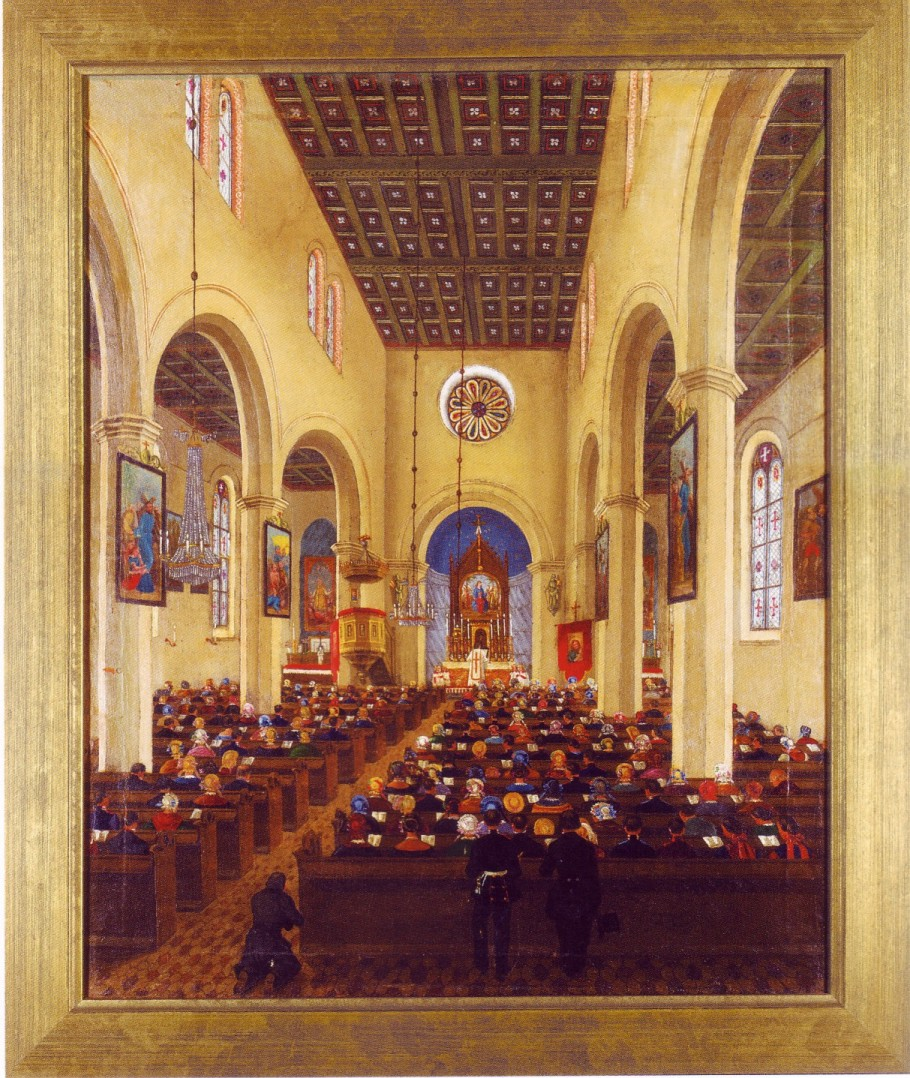
Wnętrze w 1861
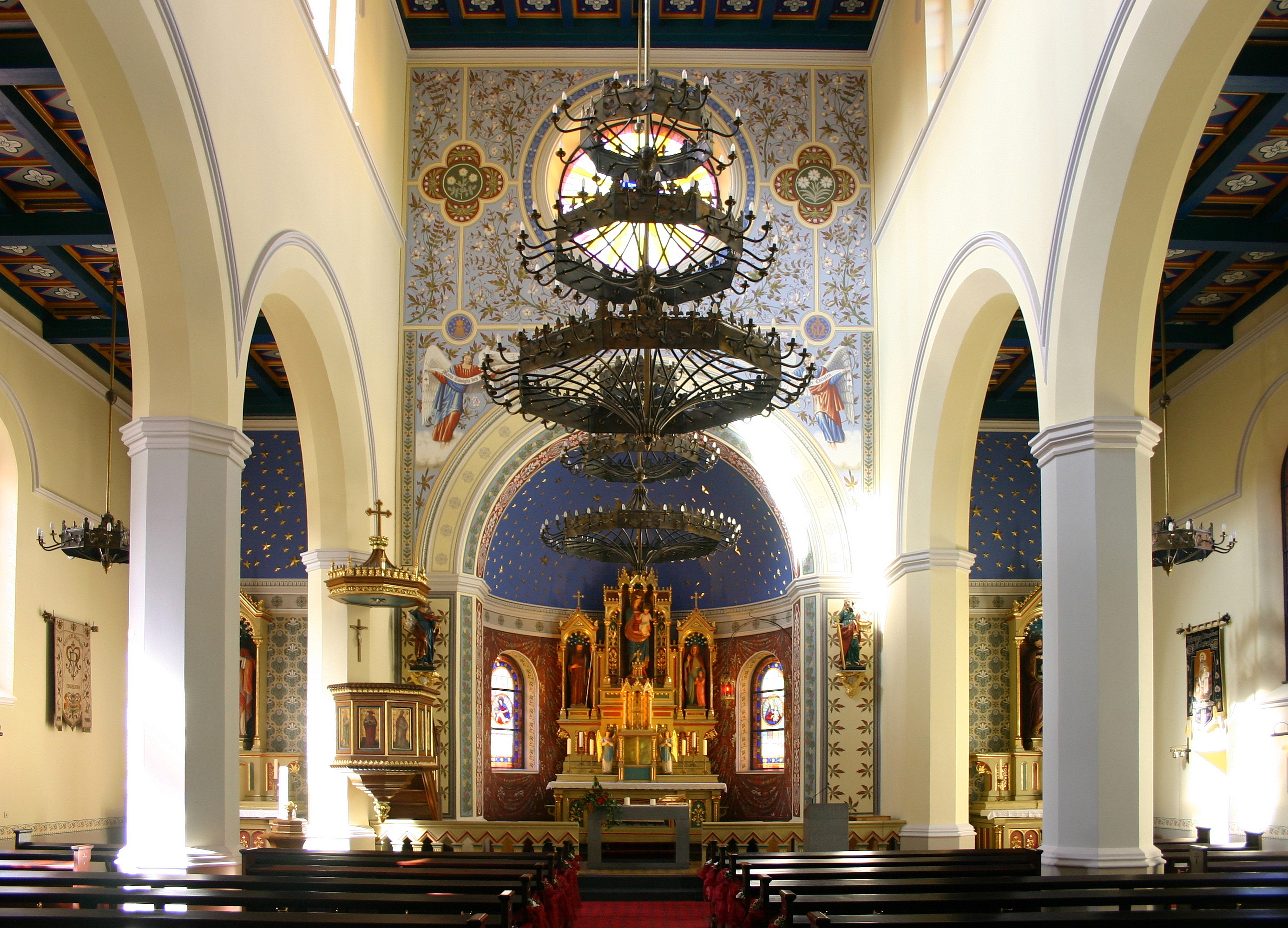
Wnętrze w 2008, po remoncie
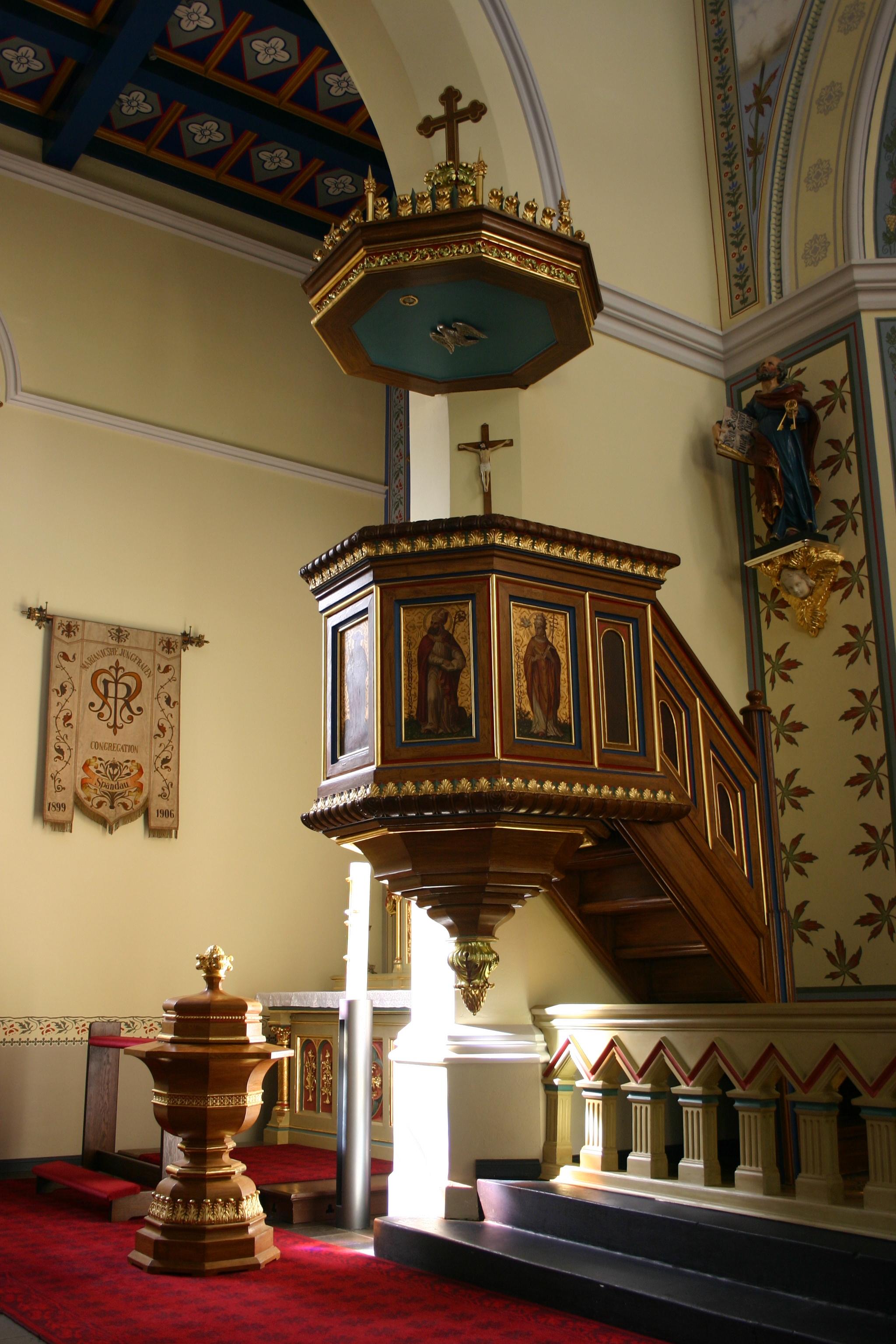
Ambona
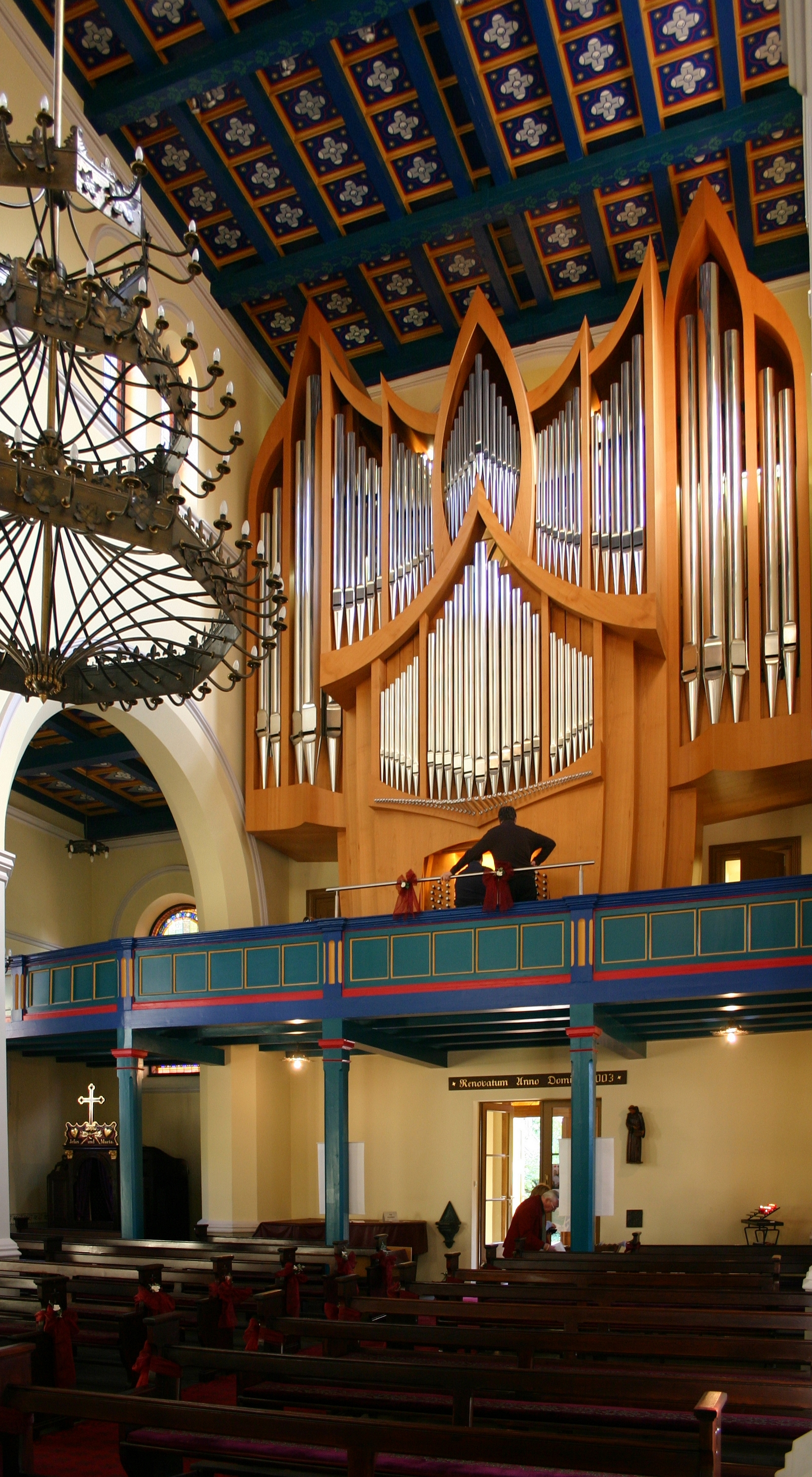
Organy